# Tegalsari (Tigaraksa)
Tegalsari is een bestuurslaag in het regentschap Tangerang van de provincie Banten, Indonesië. Tegalsari telt 4099 inwoners (volkstelling 2010).